# Antheraea lampei
Antheraea lampei är en fjärilsart som beskrevs av Nassig och Holloway. Antheraea lampei ingår i släktet Antheraea och familjen påfågelsspinnare. Inga underarter finns listade i Catalogue of Life.